# Daniel Willard Fiske
Daniel Willard Fiske (Ellisburg, 11 novembre 1831 – Francoforte sul Meno, 17 settembre 1904) è stato un bibliografo, linguista e scacchista statunitense.

## Biografia
Studiò all'Hamilton College di Clinton e frequentò l'università a Copenaghen e Uppsala. Tornato negli Stati Uniti, fu segretario della American Geographical Society e editore del Syracuse Daily Journal. Nel 1868, con l'apertura della Cornell University, fu nominato bibliotecario dell'università e professore di lingue nordiche europee. Era considerato un'autorità per la lingua e la cultura islandese. Nel 1879 fece un viaggio di tre mesi in Islanda e si guadagnò la stima ed amicizia degli islandesi tramite donazioni di libri americani.
Nell'aprile del 1880 fece un viaggio a Roma, dove incontrò Jennie McGraw, figlia del ricco mercante e filantropo John McGraw. I due si sposarono in luglio nell'ambasciata americana a Berlino, ma matrimonio fu breve, perché Jennie morì di tubercolosi in settembre dell'anno successivo. Lasciò il suo ingente patrimonio in parte al marito e in parte alla Cornell University. Nel 1883 Fiske tornò in Italia e si stabilì a Firenze, dove acquistò una villa e diventò un collezionista e mercante di libri.
Willard Fiske fu anche un grande appassionato di scacchi. Nel 1857 vinse il campionato del New York Chess Club e fu tra gli organizzatori del "First American Chess Congress", un grande torneo valido come Campionato statunitense che fu vinto da Paul Morphy. Dal gennaio 1857 pubblicò il "Chess Monthly", la prima rivista di scacchi americana, che cessò le pubblicazioni in maggio 1861, quando Fiske fu nominato funzionario dell'ambasciata americana a Vienna. Tornò diverse volte in Islanda e nel 1900 fondò il primo circolo di scacchi di Reykjavík e donò i suoi 1.200 libri di scacchi alla biblioteca nazionale islandese.
Donò migliaia di volumi alla Cornell University, tra cui un'edizione del 1536 della Divina Commedia di Dante che aveva acquistato a Firenze. La "Fiske Dante Collection" dell'università, che nel 2005 contava circa 10.000 volumi, ebbe inizio con questa donazione. Era una grande ammiratore di Petrarca e collezionò un gran numero di sue opere, tra cui diversi manoscritti. In proposito ebbe a dire:'«La mia libreria di Petrarca cresce molto lentamente...  mi riesce difficile trovare libri che già non possiedo».
Morì a Francoforte sul Meno all'età di 73 anni, lasciando alla Cornell la "Fiske Icelandic Collection" (32.000 volumi) e altri beni ricevuti in eredità dalla moglie Jennie.
Willard Fiske scrisse diversi libri, tra cui:
- The Book of the American Chess Congress (New York, 1859)
- A Catalogue of Petrarch Books (Ithaca, 1882)
- Chess In Iceland and in Icelandic Literature (Firenze, 1905)
- Chess Tales and Chess Miscellanies (New York, 1912)